# Porenje - Pfalška
Porenje - Pfalška (nemško Rheinland-Pfalz) je nemška zvezna dežela, velika 19.850 km2 z okrog 4 miljoni prebivalcev. Njeno glavno mesto je Mainz. Večja mesta so še: Ludwigshafen am Rhein, Koblenz, Trier, Worms, Neuwied, Neustadt an der Weinstraße, Speyer, Bad Kreuznach, Kaiserlautern. 
Dežela meji štiri nemške dežele in tri tuje države: na Luksemurg in Nizozemsko na zahodu, na Francijo in Posarje na jugozahodu, Baden-Württemberg in Hessen na vzhodu ter Severno Porenje - Vestfalijo na severu.